# Un viaje con sorpresa
Las Gallinas Locas 2. Un viaje con sorpresa (título original en alemán,  Die Wilden Hühner auf Klassenfahrt ) es un libro de aventuras escrito por Cornelia Funke dirigido al público infantil-juvenil. Es el segundo volumen de la serie Las Gallinas Locas.

## Personajes
- Las Gallinas Locas: Sardine, Frida, Melanie, Trude, Wilma
- Los Pigmeos: Fred, Willi, Steve, Torte
- Los Profesores: Señorita Rose, Señor Staubmann

## Argumento
“Las Gallinas Locas” y  “Los Pigmeos”, junto con los demás compañeros de clase y dos profesores, hacen un viaje de una semana a una isla en la que corre el rumor de que hay un fantasma. Oyen ruidos, arañazos y huellas que parecen confirmar la presencia del fantasma. Pero como Las Gallinas Locas y Los Pigmeos no acaban de creer que existan los fantasmas, hacen una apuesta para ver quien desenmascara antes al supuesto falso fantasma.  Si Las Gallinas Locas descubren al fantasma Los Pigmeos deberán llevar sus equipajes durante todos los trayectos de su viaje de vuelta; si son Los Pigmeos los descubridores podrán elegir con quien bailar, entre Las Gallinas Locas, en la fiesta de fin de viaje.
Después de algunas travesuras, y por casualidad, Los Pigmeos descubren en un aparato de música, que pertenece al Sr. Staubmann, grabaciones de ruidos y arañazos idénticos a los que oyeron a su llegada y que les hace pensar que van a ganar. Pero, como no pueden utilizar el aparato reproductor como prueba, ya que serían castigados por haberlo sustraído, no les sirve de nada. Entonces, Las Gallinas Locas, con la ayuda de Los Pigmeos, ponen en práctica un plan para asustar y desenmascarar al falso fantasma. Finalmente lo consiguen y acuerdan que las dos pandillas han ganado la apuesta y cada uno debe cumplir la parte del acuerdo. Ellas bailan con Los Pigmeos en la fiesta y después ellos llevan los equipajes durante los interminables transbordos de vuelta a casa.

## Libros de la serie
- Las Gallinas Locas 1. Una pandilla genial (2005)
- Las Gallinas Locas 2. Un viaje con sorpresa (2005)
- Las Gallinas Locas 3. ¡Que viene el zorro! (2006)
- Las Gallinas Locas 4. El secreto de la felicidad (2006)
- Las Gallinas Locas 5. Las Gallinas Locas y el amor (2007)